# Hancock (Film)
Hancock ist ein Superhelden-Film mit Will Smith, Jason Bateman und Charlize Theron aus dem Jahr 2008, bei dem Peter Berg Regie führte.
Das Drehbuch wurde 1996 von Vincent Ngo geschrieben und in Hollywood lange Zeit nicht beachtet. Der Dreh des Filmes wurde verschiedenen Regisseuren angeboten, wie etwa Tony Scott, Michael Mann, Jonathan Mostow oder Gabriele Muccino. Schließlich drehte Peter Berg Hancock in Los Angeles. Die Weltpremiere von Hancock war am 16. Juni 2008 auf dem 30. Internationalen Filmfestival Moskau, auf dem er als Eröffnungsfilm gezeigt wurde. Der Starttermin für die deutschen Kinos war der 3. Juli 2008.

## Handlung
John Hancock ist ein mit Superkräften ausgestatteter Einwohner von Los Angeles. Seine Kräfte umfassen Unverwundbarkeit, eine gleichsam grenzenlose Körperkraft, die Fähigkeit, mit sehr hohen Geschwindigkeiten zu fliegen, sowie potentielle Unsterblichkeit. Im Gegensatz zum klassischen Superhelden kommt er mit seiner Rolle allerdings nicht zurecht: Er lebt wahlweise in einem schäbigen Wohnwagen mitten in der Wüste oder als Obdachloser auf einer Parkbank, ist ständig betrunken und reagiert gereizt und unmotiviert, sobald er auf Verbrecherjagd gehen soll. Bei seinen Einsätzen verursacht er regelmäßig umfangreiche Kollateralschäden, weshalb ihm die Bevölkerung zunehmend mit Ablehnung entgegentritt und Hancock diese im Gegenzug  bei jeder sich bietenden Gelegenheit beleidigt. Nachdem eine Gangsterjagd am Anfang des Films mehrere Millionen Dollar Sachschaden verursacht hat, fordern Medien und Öffentlichkeit zum wiederholten Male teils, dass er aus der Stadt verschwindet, teils, dass er ins Gefängnis geht.
Ray Embrey ist selbständiger PR-Berater und versucht, seinen Teil dazu beizutragen, die Welt zu verbessern, indem er eine Kampagne zur weltweiten Menschenhilfe geschaffen hat, die jedoch von seinen Kunden kaum ernst genommen wird. Als er nach einer erfolglosen Präsentation seines unkonventionellen Konzepts bei einem finanzstarken Konzern frustriert auf dem Weg nach Hause in einem Stau steckt, steht sein veraltetes Auto mitten auf den Bahngleisen, als sich die Schranken schließen – die Fahrertür klemmt und der Gurt lässt sich nicht öffnen. Hancock stoppt den herannahenden Güterzug, wobei zahlreiche Waggons entgleisen, sich übereinander stapeln und die Lok schwer beschädigt wird. Sein nicht optimales Vorgehen wird von der Menge in gewohnter Weise verurteilt. Nur Ray bedankt sich bei Hancock, dass er ihm das Leben gerettet hat, und lädt ihn zum Abendessen zu sich nach Hause ein, sehr zum Missmut seiner Frau Mary. Ray bietet Hancock schließlich an, ihn zu beraten und sein Image zu verbessern.
Nach einiger Überlegung beschließt Hancock, es auf einen Versuch ankommen zu lassen, und Ray entdeckt sogleich die perfekte Möglichkeit, Hancock als gesetzestreuen Bürger darzustellen: Dieser soll freiwillig eine Freiheitsstrafe absitzen und damit für die von ihm verursachten Sachschäden büßen. Bisher hat Hancock diverse Haftbefehle einfach ignoriert, weil er aufgrund seiner Superkräfte gar nicht verhaftet werden konnte. Nun will er gleichzeitig an einem Antiaggressionstraining teilnehmen und einen Alkoholentzug durchführen. Ray spekuliert darauf, dass während Hancocks Haft die Kriminalität in Los Angeles ansteigen und man Hancock bitten wird, wieder einzugreifen.
Ray gibt Hancock im Gefängnis Unterricht darin, wie man sich als Superheld verhalten sollte, etwa bei An- und Abflug keine Krater zu hinterlassen und der harten Arbeit der sterblichen und verwundbaren Einsatzkräfte wertschätzend zu begegnen. Auch solle Hancock in Zukunft eine Art „Superheldenkostüm“ tragen. Tatsächlich steigt die Kriminalität in Los Angeles schon nach wenigen Hafttagen stark an. Kurz darauf bittet ihn der Polizeichef bei einem bewaffneten Raubüberfall auf eine Bank um Hilfe. In seinem neuen Kostüm bei der Bank angekommen rettet er eine Polizistin aus dem Kugelhagel, dankt nach erfolgreichem Einsatz den Einsatzkräften für ihre gute Arbeit und befreit die mit Sprengstoffgürteln bedrohten Geiseln, indem er dem Anführer der Gruppe die Hand abtrennt, die den Fernzünder hält.
Umjubelt gehen Ray, Mary und Hancock essen. Hancock erzählt Ray, dass er vor 80 Jahren in einem Krankenhaus in Miami aufgewacht sei und seitdem an retrograder Amnesie leide. Alles, was er bei sich hatte, waren Kaugummi und zwei Kinotickets zum Film Frankenstein. Auf einigen Kisten stand John Hancock Corporation, weshalb er sich den Namen John Hancock gab. Hancock leidet darunter, dass niemals jemand nach ihm gesucht hat. Nachdem Hancock später am Abend den betrunkenen Ray ins Bett getragen hat, küsst er in der Küche Mary, die ihn daraufhin wutentbrannt mit einer ähnlich großen Körperkraft, wie sie Hancock selbst besitzt, durch eine Hauswand schleudert – und damit das bisherige Geheimnis ihrer wahren Natur preisgibt. Hancock will die zögernde Mary zwingen, ihm etwas über seine Identität und seine Kräfte zu berichten, da sie zweifellos Kenntnisse darüber besitzt, und verspricht ihr im Gegenzug, Ray nichts von ihren Kräften zu erzählen.
Am nächsten Tag erfährt er, dass er und sie alte, gottähnliche Wesen sind und die letzten ihrer Art. Hancock ist mit den Informationen noch nicht zufrieden – zumal Mary behauptet, sie seien wie Bruder und Schwester, was er wegen des Kusses nicht glaubt. Er erklärt die Einigung für gescheitert und das Treffen der beiden Superhelden in Hancocks Haus endet mit einer heftigen Auseinandersetzung. Dies eskaliert zu einem wilden Kampf mit Superkräften, in dem beide Helden trotz der erheblichen Verwüstung, die der Kampf und die Tornados hervorrufen, unversehrt bleiben. Mary verrät, dass sie und Hancock praktisch verheiratet sind. Solche Wesen gab es seit Jahrtausenden immer paarweise.
Hancock ist wieder sehr deprimiert, weil er nicht alles erfahren hat, was ihm wichtig erscheint, und will wieder große Mengen Alkohol trinken. Im Schnapsladen wird er zufällig in einen Überfall verwickelt, dabei von Revolverkugeln getroffen und zu seiner Überraschung tatsächlich verwundet. Er wird in ein Krankenhaus eingeliefert. Mary erzählt ihm dort, dass dies auch mit den anderen Superhelden geschah: Sie verliebten sich ineinander, verloren ihre Superkräfte, wurden menschlich. Dies sei den beiden in einem Zeitraum von mehr als 3000 Jahren schon häufiger passiert, und jedes Mal rettete Hancock Mary und trug dabei Narben davon, die noch in der Gegenwart zu sehen sind. Zum letzten Mal rettete er sie vor 80 Jahren, als sie nach einem Kinobesuch angegriffen wurden, und wurde dabei schwer verletzt. Mary entfernte sich daraufhin von Hancock, was seine Wunden, abgesehen von der Amnesie, schnell wieder heilen ließ.
Im Krankenhaus sind unterdessen drei Verbrecher, unter ihnen der Anführer des von Hancock vereitelten Banküberfalls, eingedrungen, die Hancock ins Gefängnis brachte und die auf Rache sinnen. Sie verwunden Mary und Hancock schwer. Nachdem Hancock zwei von ihnen besiegt hat, streckt der Anführer Hancock zu Boden und will ihn töten. Plötzlich taucht jedoch Ray aus dem Hintergrund auf und hackt dem Anführer auch die andere Hand ab. Hancock verhindert daraufhin Marys Tod, indem er mit letzter Kraft aus dem Krankenhaus springt und mühsam davonfliegt.
Einen Monat später hat sich Mary vollständig erholt und spaziert mit Ray und dessen Sohn durch Los Angeles. Sie erhalten einen Anruf von Hancock, der nun in New York City lebt. Hancock hat als Dankeschön an Ray den Mond mit dessen gemeinnützigem PR-Logo versehen. In der Schlussszene tritt er noch einmal als Superheld auf, der wieder Freude an der Jagd auf Verbrecher hat.

## Produktion
Der Drehbuchautor Vincent Ngo schrieb das Drehbuch Tonight, He Comes, auf dem Hancock beruht, bereits im Jahr 1996. Es war keine Auftragsarbeit, sondern zum Verkauf auf dem freien Markt gedacht. Sein Entwurf, der von einem gestörten Zwölfjährigen und einem in Ungnade gefallenen Superhelden handelt, wurde anfänglich von Regisseur Tony Scott als potenzielles Projekt aufgegriffen. Auch der Produzent Akiva Goldsman stieß auf Ngos Drehbuch, das er als Verfilmungskandidat in Betracht zog, und er ermutigte Richard Saperstein, den damaligen Präsidenten der Produktions- und Entwicklungsabteilung von Artisan Entertainment, es zu erwerben. Zuerst wurde Regisseur Michael Mann die Regie für den Film angeboten, aber stattdessen entschied er sich, bei Miami Vice Regie zu führen. Schließlich ließ Artisan Entertainment das Projekt fallen und bot es anderen Studios zum Kauf an, woraufhin Goldsman es erwarb. Goldsman ließ Ngos Drehbuch von Vince Gilligan umschreiben und bot Jonathan Mostow die Regie für den Film an. Unter Mostows Leitung wurde ein zehnseitiges Drehbuch erstellt und Will Smith zugeschickt, der die Hauptrolle übernehmen sollte, da Mostow und Smith bereits 2005 in Hitch – Der Date Doktor zusammengearbeitet hatten. Allerdings hatte sich zu diesem Zeitpunkt noch keiner der beiden vertraglich an das Projekt gebunden. Mehrere Studios boten Goldsman an, den Film zu finanzieren, jedoch gelang es letztlich Columbia Pictures im Februar 2005, dass Goldsman ihnen den Vorzug bei der Finanzierung des Films einräumte. Daraufhin wurde ein zweiter Drehbuchentwurf von Gilligan geschrieben, der den Abschluss des Finanzierungsvertrages mit Columbia besiegelte. Ursprünglich war geplant, den Film im Sommer 2006 in die Kinos zu bringen.
Im November 2005 verpflichteten Jonathan Mostow und Will Smith sich, mit der Produktion von Tonight, He Comes im Sommer 2006 in Los Angeles zu beginnen. Will Smith hatte darüber hinaus einen „Pay-or-Play“-Vertrag mit Warner Bros. vorbereitet, der vorsah, dass er nach der Fertigstellung von Tonight, He Comes in I Am Legend mitspiele. Mostow schied schließlich aufgrund „kreativer Differenzen“ aus dem Projekt aus. Regisseur Gabriele Muccino übernahm dafür Mostows Posten im Mai 2006. Da Muccino mit der Bearbeitung seines Filmes Das Streben nach Glück beschäftigt war, der im Dezember 2006 erscheinen sollte und bei dem Smith die Hauptrolle übernahm, verschob Smith den Dreh und drehte zuerst I Am Legend, um anschließend bei Tonight, He Comes mitwirken zu können. Daraufhin verschob Warner Bros. den Produktionsstart auf den Sommer 2007, so dass es ihnen möglich war, mit Smith die Produktion von I Am Legend zu beginnen. Später verließ auch Muccino das Projekt, da er sich außer Stande sah, die Handlung filmisch umzusetzen.
Im Oktober 2006 wurde Peter Berg verpflichtet, bei Tonight, He Comes Regie zu führen, und es war vorgesehen, dass die Produktion im Mai 2007 in Los Angeles, dem Ort der Handlung, beginnen sollte. Bevor die Dreharbeiten am 3. Juli 2007 in Los Angeles begannen, wurde Tonight, He Comes in John Hancock umbenannt. Ein Teil des Films wurde im Sommer 2007 in den Universal Studios in Hollywood gedreht, und der Filmtitel wurde schließlich auf Hancock gekürzt.

## Soundtrack
Der Soundtrack zu Hancock wurde von John Powell komponiert und produziert.
| Nr. | Titel                      | Länge |
| --- | -------------------------- | ----- |
| 1   | SUV Chase                  | 2:01  |
| 2   | John, Meet Ray             | 2:04  |
| 3   | Train Disaster             | 2:39  |
| 4   | Meatballs?                 | 0:57  |
| 5   | The Trailer                | 2:01  |
| 6   | French Asshole             | 1:32  |
| 7   | Superhero Comix            | 0:43  |
| 8   | You Should Go!             | 0:51  |
| 9   | Mary Brings Meatball       | 1:35  |
| 10  | Getting Therapy            | 2:18  |
| 11  | To War                     | 1:19  |
| 12  | I Really Hate That Word    | 0:48  |
| 13  | Standing Ovation           | 1:06  |
| 14  | The Kiss                   | 2:19  |
| 15  | Indestructible             | 2:05  |
| 16  | Hollywood Blvd             | 6:24  |
| 17  | Mortal                     | 5:27  |
| 18  | Upon Us All                | 1:19  |
| 19  | Death And Transfiguration  | 3:55  |
| 20  | The Moon And The Superhero | 3:12  |

## Rezeption

### Kritiken
Holger Kreitling von Die Welt beschreibt den Film als positiv und humorvoll, während er Will Smiths „intelligente Superhelden-Modifikation“ lobt.
Daniel Kothenschulte von der Frankfurter Rundschau zieht dagegen einen anderen Schluss. Trotz vergnüglichen Beginns wirke der Film „spießig“, da „Hollywood sich eine bessere, eine Frank-Capra-Welt, in der Heldentaten honoriert werden“ wünsche. Außerdem vermittle der Film in der Liebesgeschichte um Mary und Hancock „mehr Romantik als eine Genreparodie ertragen kann“.
Auch Peter Uhling von der Berliner Zeitung findet es schade, dass „diese doch recht originelle Gesellschaftssatire nach einer Stunde schon vorbei ist, um einer öden Fantasy-Geschichte zu weichen“. Da der Film letztlich auf die Umerziehung und Vorgeschichte mitsamt Romanze Hancocks hinauslaufe, sei Will Smiths „Spiel in der ersten Hälfte eigentümlich desinteressiert“, da hier „die große Sympathen-Show“ noch nicht anlaufe. Uhlings Resümee beschreibt den Film als letztlich „eher misslungen“.

### Auszeichnungen
- 2008: Teen Choice Award – Nominierung in der Kategorie Choice Summer Movie: Action Adventure
- 2009: Teen Choice Award – Gewonnen in der Kategorie Choice Summer Movie: Action Adventure

## Finanzieller Erfolg
In den USA dominierte der Film am Eröffnungswochenende die Kinocharts mit 62,6 Millionen US-Dollar. Insgesamt spielte die Inszenierung in den Vereinigten Staaten 228 Millionen US-Dollar ein, hinzu kommen Erlöse aus dem internationalen Verleih in Höhe von 396 Mio. Dollar. Weltweit spielte Hancock 625 Mio. Dollar ein, während sich die Produktionskosten auf etwa 150 Millionen US-Dollar beliefen.
In Deutschland wurde der mit 978 Kopien gestartete Streifen am Startwochenende von rund 1,2 Millionen Menschen besucht. Hancock platzierte sich somit auf Platz eins der deutschen Kinocharts. Im gesamten Jahr 2008 besuchten den Film in Deutschland über 3,9 Millionen Kinogänger, womit der Film auf Platz vier der Jahreskinocharts liegt.

## Fortsetzung
Seit 2008 war eine Fortsetzung von Hancock im Gespräch, wiederum mit Will Smith und Charlize Theron in den Hauptrollen. Mit einer Umsetzung wird nicht gerechnet.

## Hintergrund
Obwohl die Filmemacher eine PG-13-Freigabe brauchten, um ein breites Publikum zu erreichen, bewertete die Motion Picture Association of America bis zum April 2008 den Film zweimal mit R-rated – das heißt, dass Jugendliche unter 17 Jahren den Film nur in Begleitung eines Elternteils oder Erwachsenen sehen dürfen. Die Filmemacher mussten eine Szene schneiden, die den sexuellen Missbrauch von Jugendlichen darstellte. Peter Berg stellte dabei fest: „Die Werbe-Kampagne für diesen Film ist viel freundlicher als der Film.“
John Hancock war im 18. Jahrhundert der erste Unterzeichner der Unabhängigkeitserklärung. Im amerikanischen Englisch ist John Hancock daher ein Synonym für „seine Unterschrift geben“, vergleichbar mit der deutschen Floskel „seinen Friedrich Wilhelm druntersetzen“. In der englischen Originalfassung des Films gab sich Hancock diesen Namen, weil man ihn im Krankenhaus nach seinem „John Hancock“ fragte. In der deutschen Fassung unterschreibt er mit John Hancock, da er im Krankenhaus auf einem Karton „John Hancock & Co.“ las.